# Prémio Nacional da Música 1988
O Prémio Nacional de Música foi um festival de música realizado no dia 5 de Março de 1988, no Casino Peninsular da Figueira da Foz.
O Prémio Nacional de Música foi apresentado por Ana do Carmo. O artista convidado foi Johnny Logan que tinha vencido o Eurofestival do ano anterior. O  júri era constituído por Armando Garrido, Tomás Taveira, Melo Viscaia, Miguel Graça Moura, Jaime Fernandes, Silva Cascão e Ventura Martins.
A editora Transmédia lançou um disco com as oito canções.
A canção "Déjà Vu", interpretada por Dora, foi a vencedora do Prémio Nacional da Música.
No âmbito do Prémio Nacional de Música foram distinguidos 5 projectos de futuros trabalhos discográficos, entre os quais o disco "Menino Ary dos Santos" de Fernando Tordo.
O certame acabou por não se voltar a realizar.

## História
O objectivo principal era escolher uma canção para participar no Festival RTP da Canção desse ano. As outras canções pertenceriam a compositores convidados pela RTP.

## Vencedores
- 1988 Dora - "Déjà vu"

## Canções concorrentes da primeira edição
- Se calhar - Nucha
- Por te querer assim  - Tó Leal
- Tarde demais - Ana Cristina Cristina Feu
- O teu cheiro - António Severino- To Severino - Severinos Quartet
- Nono andar  - Ana e suas irmãs
- Déjà vu  - Dora
- Uma noite a teu lado  - António Antunes Tony Carreira
- Amazónia  - Midus e banda Amazónia